# Sint-Joriskerk (Amersfoort)

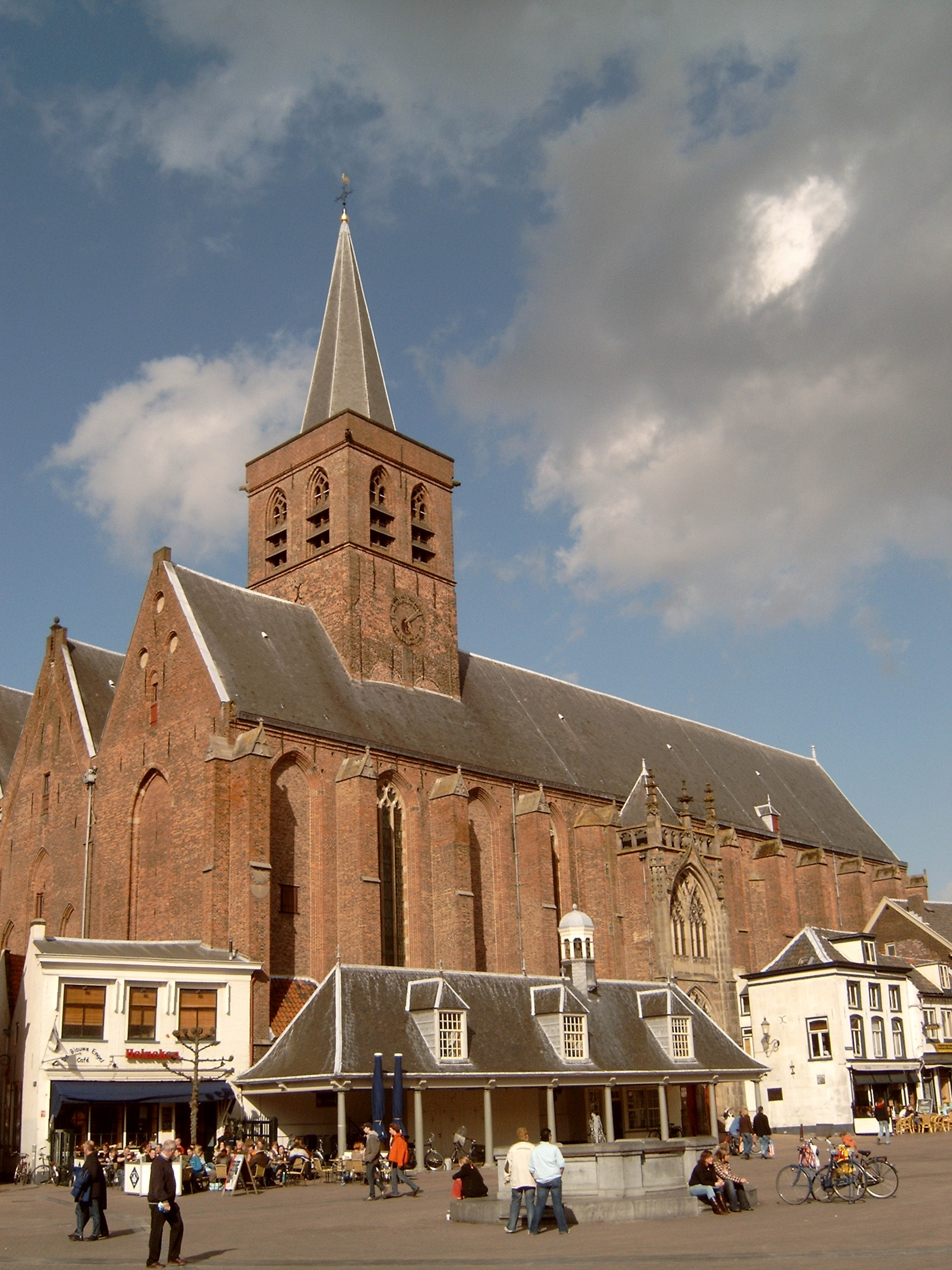
Sint-Joriskerk (Amersfoort)

Die Sint-Joriskerk ist eine dreischiffige Hallenkirche in der Stadt Amersfoort (Provinz Utrecht), die am Hof, dem größten Platz in Amersfoort, liegt. Die Kirche wird von der Hervormde Wijkgemeente Sint Joriskerk, der protestantischen Gemeinde von Amersfoort genutzt. Diese Bezirksgemeinde gehört dem Reformierten Bund (Gereformeerde Bond) innerhalb der Protestantischen Kirche in den Niederlanden an. Das Kirchengebäude ist als Rijksmonument eingestuft.

## Geschichte
Im Jahr 1248 wurde in der damals blühenden Stadt Amersfoort eine Pfarrkirche errichtet. Sie stand an der Stelle einer Kapelle, von der man annimmt, dass sie ebenfalls dem Heiligen Georg geweiht war. Von dieser Pfarrkirche ist außer einem Teil des Sockels des heutigen Turms nichts mehr erhalten. Im Jahr 1337 wurde die Kirche zu einer Stiftskirche erhoben. Im 15. Jahrhundert wurde das Kirchengebäude in eine Saalkirche umgewandelt, wobei der Kirchturm vom südlichen Seitenschiff umschlossen wurde. Im Jahr 1534 erhielt die Kirche ihre heutige Form als dreischiffige Hallenkirche. Im Jahr 1579 ging das Gebäude in protestantische Hände über.
Zwischen 1962 und 1969 wurde das Kirchengebäude sowohl innen als auch außen gründlich restauriert. Eine weitere Restaurierung fand 2009–2011 unter der Leitung des Architekturbüros Van Hoogevest statt. Dazu gehörte auch der Entwurf eines modernen neuen Einbaus.

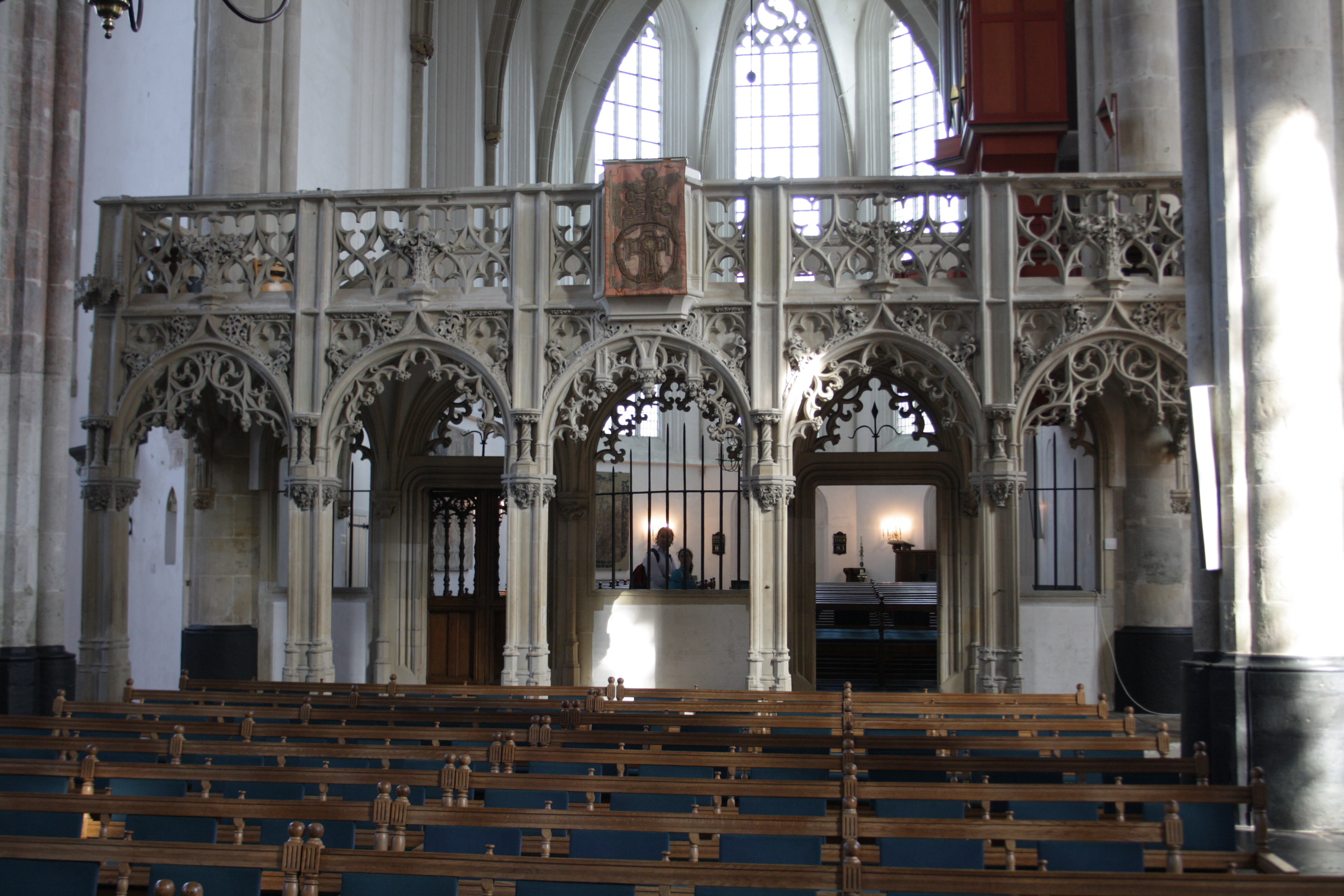
Lettner

## Ausstattung
Ein wichtiges Stück in der Kirche ist der gotische Lettner aus Sandstein aus der Zeit um 1480, der 1845 beschädigt wurde, als eine Orgel aufgestellt wurde. Einzigartig ist das Zimmer des Chirurgen über der Vorhalle, das einzige in den Niederlanden, das sich in einer Kirche befindet. Ursprünglich diente es als Kapelle, aber nach der Reformation wurde es zum Untersuchungsraum für die Chirurgen. Bis 1783, dem Jahr, in dem die Chirurgenzunft abgeschafft wurde, fanden hier Prüfungen und Examina statt. Es diente dann als Zimmer für den Türmer und wurde bei der letzten Restaurierung in seinem alten Glanz wiederhergestellt. Dieser Raum kann besichtigt werden, ebenso wie die Instrumente, die die Chirurgen bei ihren Untersuchungen benutzten.
Das Kirchengebäude beherbergt zahlreiche Dekorationen, Ornamente und Gemälde aus dem Mittelalter. Während der Reformation wurden sie neu gestrichen und bei einer Restaurierung in den 1960er Jahren wiedergefunden. An der Außenseite der Kirche befindet sich ein Gemälde aus dem 16. Jahrhundert. Die Hauptorgel, die 1845 auf dem Lettner aufgestellt wurde, stammt von Carl Friedrich August Naber und ist die größte erhaltene Orgel von seiner Hand. Für den Bau der Orgel wurde das Pfeifenwerk der älteren Orgel aus dem Jahr 1638 verwendet, für die wiederum die Orgel aus dem Jahr 1551 eingesetzt worden war. Die Orgel wurde später an einen Platz unter dem Turm versetzt und hat heute 39 Register auf drei Manualen und Pedal. Neben dieser Hauptorgel verfügt die Kirche über zwei weitere Orgeln der Firma Metzler & Söhne, beide aus dem Jahr 1967. Die Chororgel hat 18 Register auf zwei Manualen und Pedal, die Continuo-Orgel drei Register auf einem Manual. In der Kirche befindet sich auch das Grabmal des Baumeisters Jacob van Campen, der 1657 in Amersfoort starb. Im Jahr 1673 erhielt die Marienstatue aus dem Wunder von Amersfoort einen Platz in der Sint-Joriskerk. Im Jahr 1693 wurde sie in die Schuilkerk auf ’t Zand versetzt, die später durch einen Neubau, die altkatholische Kirche St. Georg auf ’t Zand, ersetzt wurde.

Wappen des Georgskapitels

## Wappen
Ein Wappen ist aus dem Kapitel der St. Georgskirche bekannt. Es wurde am 20. Februar 1816 vom Hohen Adelsrat verliehen, die Beschreibung lautet: „in Gold St. Georg, auf einem Drachen stehend zwischen zwei Bäumen von natürlicher Farbe. In der rechten Hand hält er einen Speer, in der linken Hand einen silbernen Schild mit einem roten Kreuz.“ Das Siegel war wie das Wappen gestaltet, mit der Umschrift „SIGILLUM – CAPITULI – ECCLISIE – AMERSFURTENSIS“.

## Abbildungen

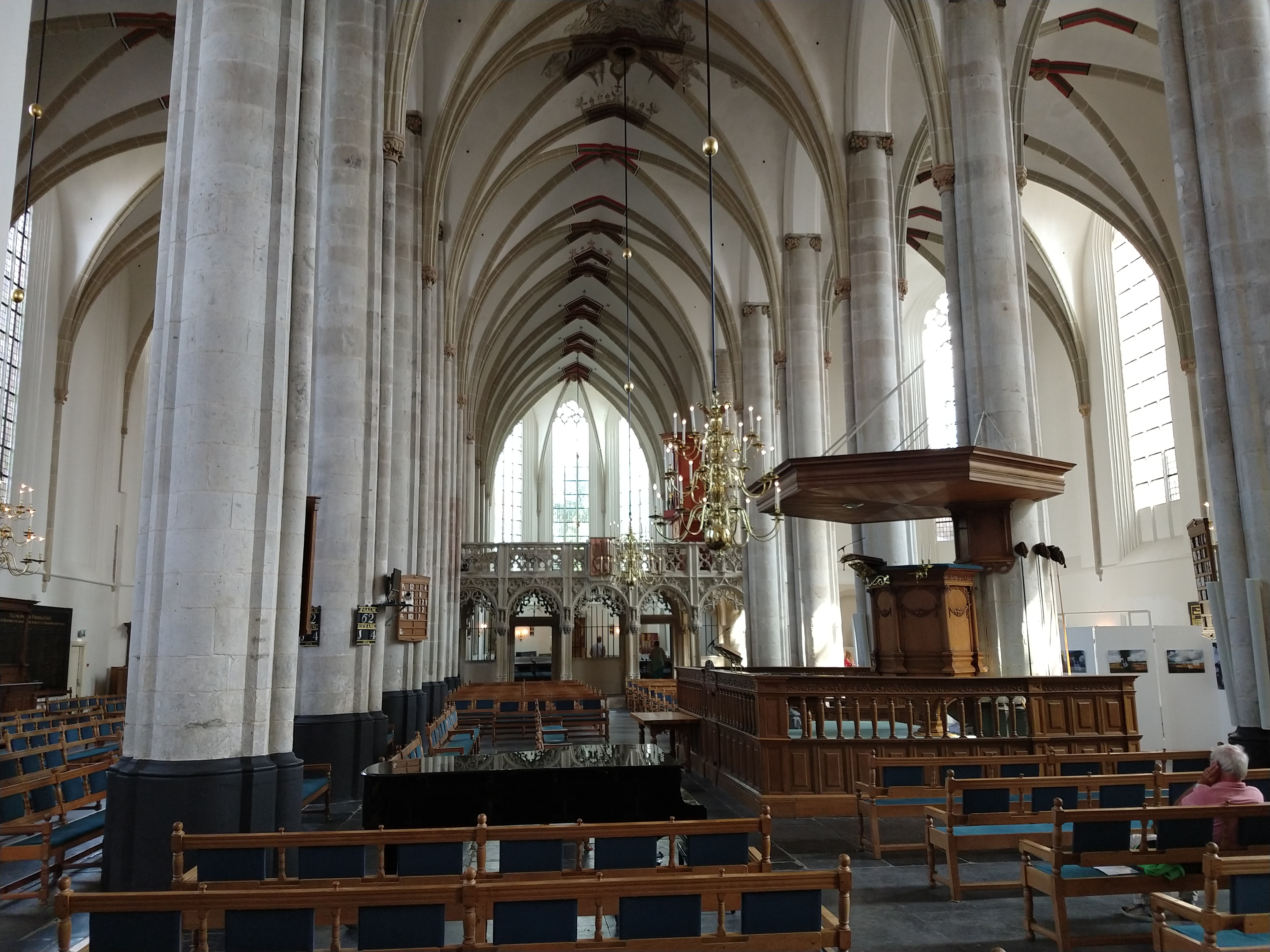
Innenansicht
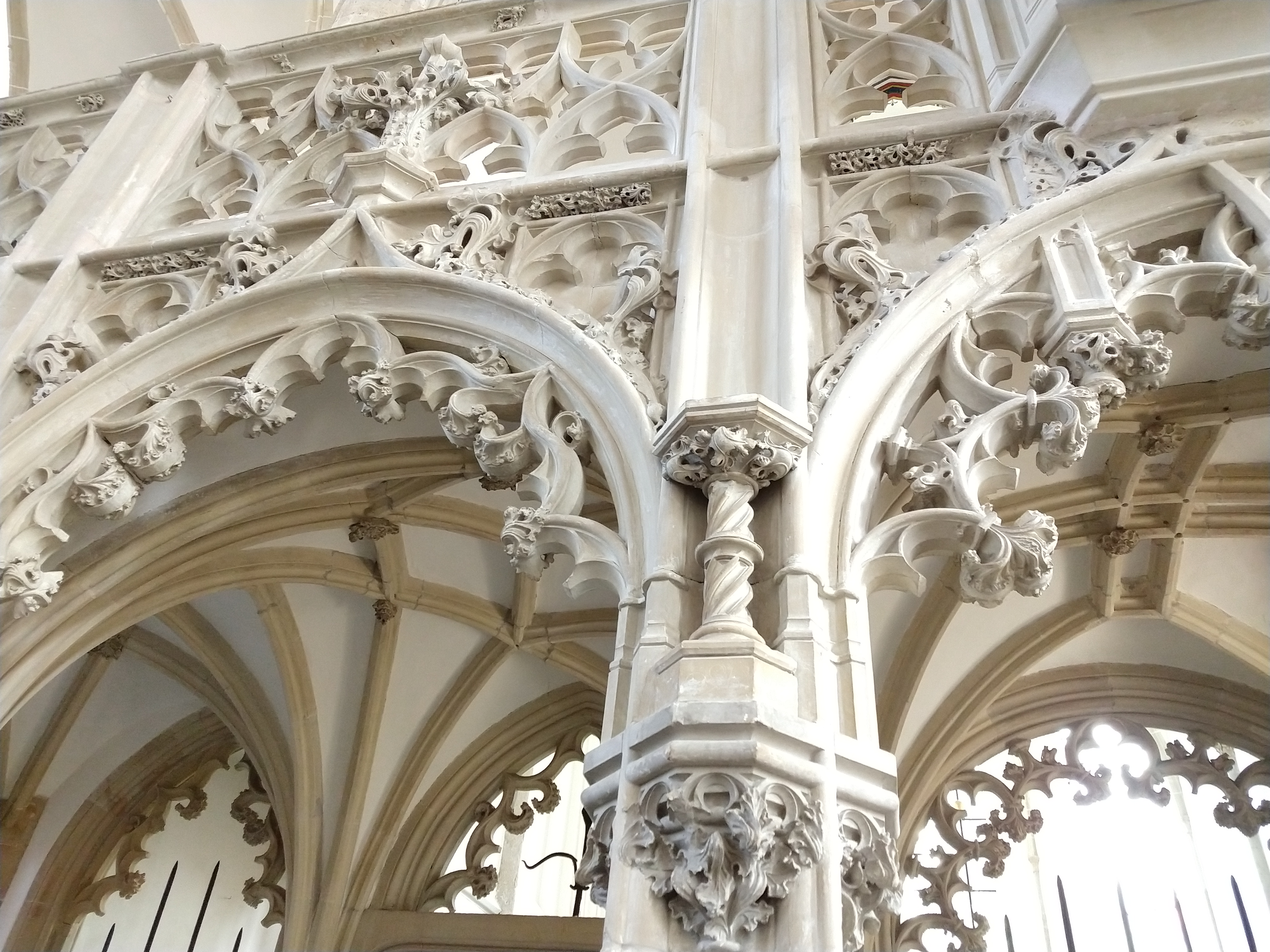
Detail des Lettners
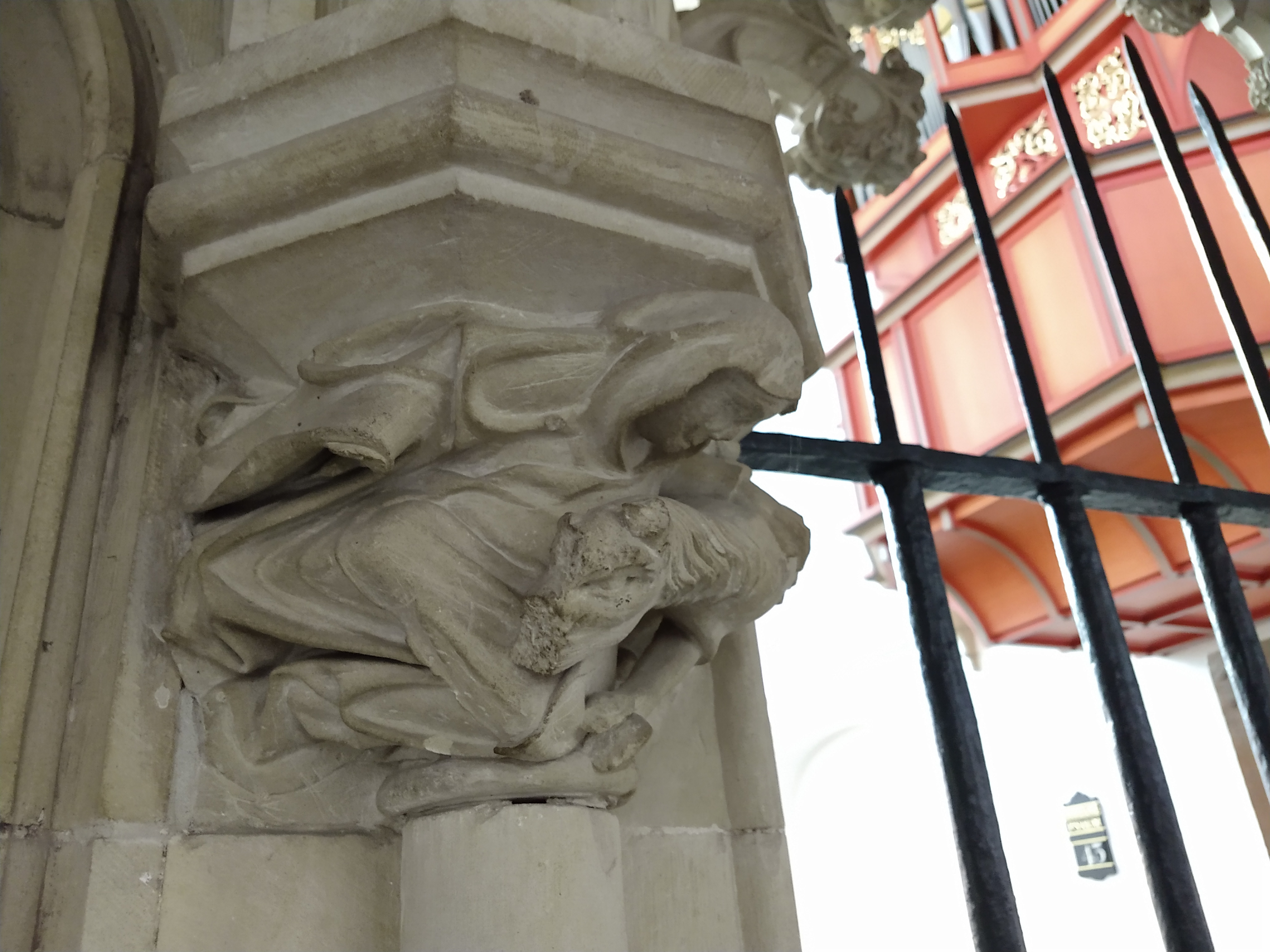
Kapitell vom Lettner
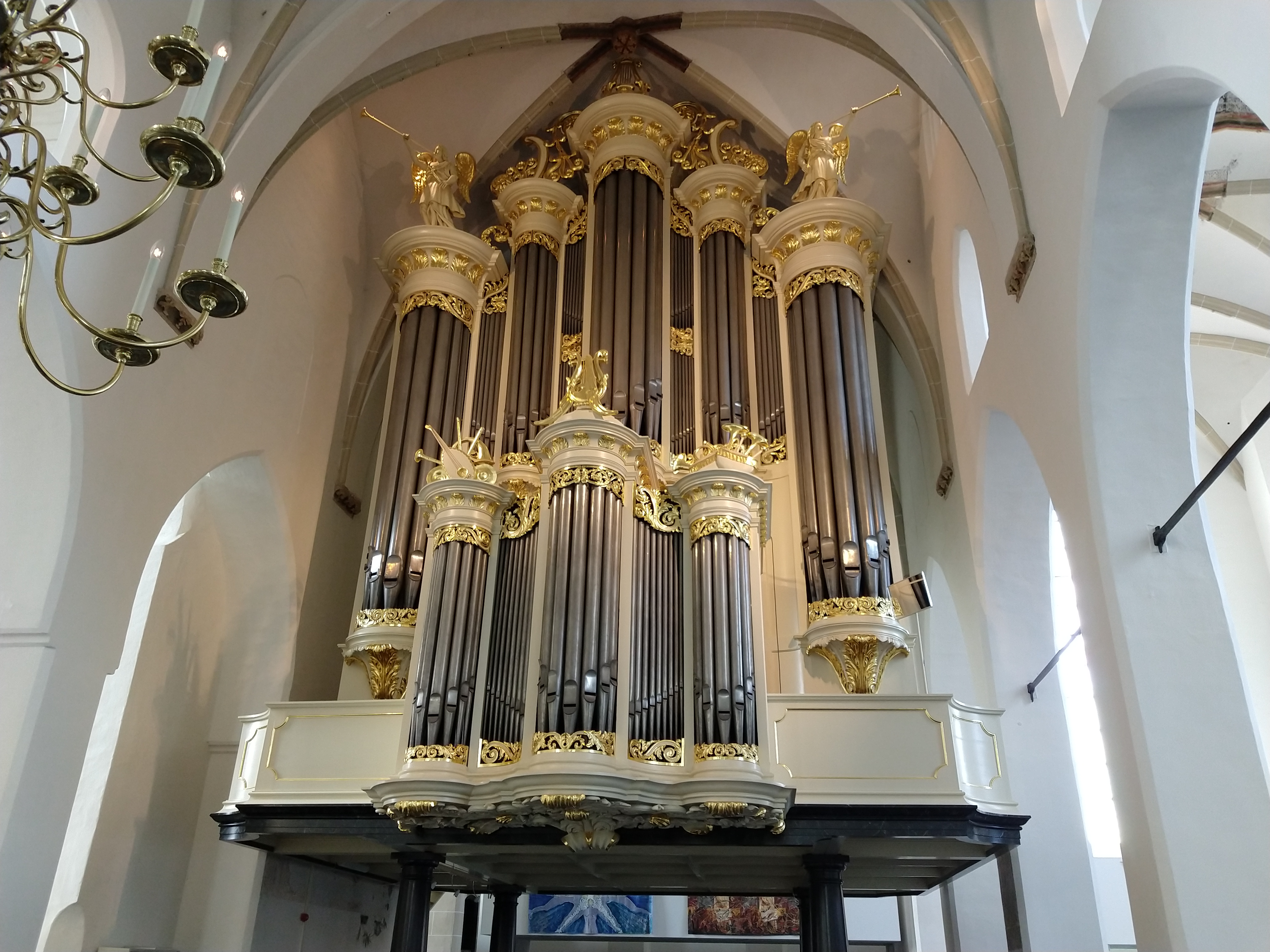
Hauptorgel